# Saint-Nazaire-des-Gardies
Saint-Nazaire-des-Gardies es una comuna francesa situada en el departamento de Gard, en la región de Occitania.

## Demografía
| 90 | 100 | 71 | 77 | 64 | 80 | 85 |
| Para los censos de 1962 a 1999 la población legal corresponde a la población sin duplicidades (Fuente: INSEE [Consultar]) |     |    |    |    |    |    |